# 王向峰
王向峰（1932年11月9日—2022年7月9日），男，汉族，辽宁辽中人，中国文学评论家。主要从事文艺美学理论的研究。

## 生平
1932年生于辽宁省辽中县大岔村。1944年秋母亲病逝。1950年参加工作，历任沈阳市粮食局干事、秘书等职。1958年毕业于吉林大学中文系，历任辽宁大学中文系助教、讲师、副教授、教授，系主任，辽宁大学中文系文艺美学研究所所长、博士生导师，校学术委员会副主任、学位委员会副主席等职。社会兼任中国作家协会会员、中国电影家协会会员、中国民间文艺家协会会员，中国文艺理论学会理事、全国马列文论研究会理事、中华美学学会理事，辽宁省美学学会会长等职。1990年由国务院学位委员会审定为博士生导师。
1960年代初开始文艺美学研究，对“莎士比亚化”的审美实践原则进行了初步的探讨。1975年，他曾教过来辽宁大学留学的马可·穆勒。
1986年，《艺术的审美特性》获辽宁省文学奖。《<手稿>的美学解读》获第三届鲁迅文学奖（2005年）全国优秀文学评论奖、2006年首届中华优秀出版物奖。2007年，获首届辽宁省哲学社会科学成就奖。
2022年7月9日在沈阳逝世。

## 出版物
专著《古典抒情诗鉴赏》《艺术的美学基点》《艺术美学论集》《艺术美学新论》《审美鉴赏心理分析》《青年审美手册》《审美创造的灵性》《中国美学论稿》《老庄美学新论》《美与艺术的显形》《艺术文本的解读》、散文集《缪斯的沦落》《回望的里程》、诗集《方舟之恋》《梦在天涯》等。